# Distretto di Kalafgan
Il distretto di Kalafgan è un distretto dell'Afghanistan appartenente alla provincia del Takhar.